# كابتن إيرث
كابتن إيرث (باليابانية: キャプテン・アース، بالروماجي: Kyaputen Āsu) هو مسلسل أنمي تلفزيوني من إخراج تاكويا إغاراشي وتأليف يوجي اينكوكيدو، ومن إنتاج استوديو بونز، عرض الأنمي في 5 أبريل عام 2014 واستمر حتى 20 سبتمبر عام 2014، وتكون من 25 حلقة.

## القصة
تدور أحداث القصة عن دايتشي ماناتسو هو طالب في المدرسة الثانوية يعمل مع منظمة غلوب، لقيادة روبوت عملاق يسمى الأرض،
لحماية الأرض من غزو القوات الفضائية، التي
تسعى لاستنزاف كل قوة الحياة البشرية لكي تتمكين من الخلدود.

## الشخصيات

### منظمة غلوب
دايتشي ماناتسو (باليابانية: 真夏 ダイチ، بالروماجي: Manatsu Daichi)
مؤدية الصوت: ميو إيرينو
تيبي أراشي (باليابانية: 嵐 テッペイ، بالروماجي: Arashi Teppei)
مؤدي الصوت: هيروشي كاميا
هانا موتون (باليابانية: 夢塔 ハナ، بالروماجي: Mutō Hana)
مؤدية الصوت: آي كايانو
بيتز (باليابانية: ピッツ، بالروماجي: Pittsu)
مؤدية الصوت: كوتوري كويواي
أكاري يوماتسوري (باليابانية: 夜祭 アカリ، بالروماجي: Yomatsuri Akari)
مؤدية الصوت: رينا هيداكا

### شخصيات أخرى
تسوتومو نيشيكوبو (باليابانية: 西久保 ツトム، بالروماجي: Nishikubo Tsutomu)
مؤدي الصوت: ريكيا كوياما
ريتا هينو (باليابانية: 日野 リタ، بالروماجي: Hino Rita)
مؤدية الصوت: كاوري نازوكا
بيتير ويستفيلاغ (باليابانية: ピーター・ウエストビレッジ، بالروماجي: Pītā Uesutobirejji)
مؤدي الصوت: كويتشي ساكاغتشي
ساندر (باليابانية: サンダー، بالروماجي: Sandā)
مؤدي الصوت: شو تاكاجي
ترياس (باليابانية: トリアス، بالروماجي: Toriasu)
مؤدي الصوت: ريوسوكي كانيكي
تسوباكي يوماتسوري (باليابانية: 夜祭 ツバキ، بالروماجي: Yomatsuri Tsubaki)
مؤدية الصوت: يوكو سومي
ميا (باليابانية: ミア، بالروماجي: Mia)
مؤدية الصوت: كوتوري كويواي
رينا (باليابانية: レナ، بالروماجي: Rena)
مؤدية الصوت: إيكومي ناكاغامي
أمارا (باليابانية: アマラ، بالروماجي: Amara)
مؤدي الصوت: كينيتشي سوزومورا
موكو (باليابانية: モコ، بالروماجي: Moko)
مؤدية الصوت: مايا ساكاموتو

## وصلات خارجية
- الموقع الرسمي باللغة اليابانية
- كابتن إيرث على موقع IMDb (الإنجليزية)
- كابتن إيرث على موقع قاعدة بيانات الفيلم (الإنجليزية)
- كابتن إيرث على موقع ANN anime (الإنجليزية)